# 23e régiment de tirailleurs algériens
Pour les articles homonymes, voir 23e régiment.
Le 23e régiment de tirailleurs algériens était un régiment d'infanterie appartenant à l'Armée d'Afrique qui dépendait de l'armée de terre française.

## Création et différentes dénominations
- 1914 : création du 3e régiment de marche de tirailleurs algériens
- 1920 : renommé 23e régiment de tirailleurs algériens
- 1940 : dissolution
- 1947 : reconstitué en 23e bataillon de tirailleurs algériens
- 1949 : dissout
- 1950 : recréation du 23e régiment de tirailleurs algériens
- 1962 : dissolution

## Chefs de corps
- 1928 - 1932 : colonel Varaigne.
- 1939 : colonel Machin.

## Historique des garnisons, campagnes et batailles du23eTirailleurs algériens

### Entre-deux-guerres
En 1928 il est en garnison Metz, il appartient à la 42e division puis au 6e corps d'armée.

### Seconde Guerre mondiale

#### 1939
En 1939 il est en garnison à Morhange sous les ordres du colonel Machin, il appartient à la 4e division d'infanterie nord-africaine à Épinal. Cette division stationne ensuite dans la région de Trélon – Arlon, elle est prévue pour participer à la manœuvre Dyle en réserve de la 9e armée. Elle doit s'avancer en Belgique et se tenir en réserve dans la région de Philippeville pour intervenir au profit de l'aile gauche de l'armée sur la Meuse.

#### 1940
Le régiment participe à la bataille de la Meuse, il est anéanti. Puis les derniers débris de la division sont faits prisonniers à Marcoing.

## Inscriptions portées sur le drapeau du régiment
Il porte, cousues en lettres d'or dans ses plis, les inscriptions suivantes :
- Champagne 1915
- Verdun 1916
- Maroc 1925-1926

## Décorations
Sa cravate est décorée de la Croix de guerre 1914-1918 avec deux palmes (deux citations à l'ordre de l'armée).

 Il a le droit au port de la fourragère aux couleurs du ruban de la Croix de guerre 1914-1918.

## Personnalités ayant servi au régiment
- Alexandre Ter Sarkissoff (1911-1991), officier et résistant français, Compagnon de la Libération.

## Sources et bibliographie
- Anthony Clayton, Histoire de l'Armée française en Afrique 1830-1962, Albin Michel, 1994
- Robert Huré, L'Armée d'Afrique: 1830-1962, Charles-Lavauzelle, 1977